# Я люблю Америку
«Я люблю Америку» («I Love America») — французька кінокомедія 2022 року, знята режисером Лізою Азуелос, з Софі Марсо у головній ролі.

## Сюжет
Ліза вирішує змінити своє життя, виїхавши з Парижа до Лос-Анджелеса. Її діти покинули сімейне гніздечко, а мати, яка була відсутня все життя, щойно померла: значить, Лізі потрібно почати все спочатку. Там вона знаходить свого найкращого друга Луку, який домігся успіху в кар'єрі. Лука хоче допомогти Лізі відновити давно «померле» особисте життя, створивши для неї профіль на сайті знайомств. Від незручних побачень до зворушливої несподіваної історії з Джоном, Ліза розуміє, що шлях до кохання — це шлях до себе.

## У ролях
- Софі Марсо — Ліза
- Джаніс Бузані — Лука
- Колін Вуделл — Джон
- Карліз Берк — Орора
- Лілі Деламер — Олівія
- Софі Вербек — роль другого плану
- Елізабет Трю — доктор Квін
- Сол Бенчетріт — Ліза-підліток
- Келлер Вортем — камердинер
- Хорхе Ортіс — хлопець
- Моніка Кейсі — туристка
- Шаніс — стюардеса
- Алоїзія Гаврі — тренер йоги
- Девід Оу — натурист-данець
- Брік Джексон — таксист
- Майкл Фарісс — бармен
- Франк Луї Джео — хлопець у диско-клубі
- Шанталь Вільямс — розпорядниця
- Джей Ем Лонгорія — гей
- Ріккі Лавецці — бариста
- Вінсент Вальєхо — офіціант
- Селіна Г'юї — господиня нічного клубу
- Аліса Рію де Лабар'єр — епізод
- Алан Карідді — митник
- Девід Бенкс — митник
- Сантіно Хіменес — митник
- Девід Тюн — епізод
- Джон Шартцер — хлопець у таксі
- Стефан Раулстон — танцюрист
- Паркер Гарріс — танцюрист
- Гайме Наварро — дівчина

## Знімальна група
- Режисер — Ліза Азуелос
- Сценарист — Ліза Азуелос
- Оператор — Регіна Анікій
- Композитор — Руді Манкузо
- Художники — Саманта Гордовскі, Раян Мартін
- Продюсери — Джонатан Штерн, Олів'є Ламбер, Елеонора Дейлі, Едуар де Лашометт, Сіріль Браньє, Франні Болдвін, Алі Акбарзадех
- Монтаж — Батист Дрюо
- Кастинг-директори — Челсі Елліс Блох, Марісоль Ронкалі, Ніколя Деруе